# Kanton Mirambeau
Der Kanton Mirambeau war bis 2015 ein französischer Wahlkreis im Département Charente-Maritime und in der damaligen Region Poitou-Charentes. Er umfasste 19 Gemeinden im Arrondissement Jonzac; sein Hauptort (frz.: chef-lieu) war Mirambeau. Die landesweiten Änderungen in der Zusammensetzung der Kantone brachten im März 2015 seine Auflösung.
Der Kanton Mirambeau war 266,86 km2 groß und hatte 7815 Einwohner (Stand: 2012).

## Gemeinden
| Gemeinde                   | Einwohner (Stand: 2022) | Code postal | Code Insee |
| -------------------------- | ----------------------- | ----------- | ---------- |
| Allas-Bocage               | 197                     | 17150       | 17005      |
| Boisredon                  | 713                     | 17150       | 17052      |
| Consac                     | 235                     | 17150       | 17116      |
| Courpignac                 | 413                     | 17130       | 17129      |
| Mirambeau                  | 1532                    | 17150       | 17236      |
| Nieul-le-Virouil           | 577                     | 17150       | 17263      |
| Saint-Bonnet-sur-Gironde   | 840                     | 17150       | 17312      |
| Saint-Ciers-du-Taillon     | 575                     | 17240       | 17317      |
| Saint-Dizant-du-Bois       | 113                     | 17150       | 17324      |
| Saint-Georges-des-Agoûts   | 281                     | 17150       | 17335      |
| Saint-Hilaire-du-Bois      | 298                     | 17500       | 17345      |
| Saint-Martial-de-Mirambeau | 301                     | 17150       | 17362      |
| Sainte-Ramée               | 114                     | 17240       | 17390      |
| Saint-Sorlin-de-Conac      | 205                     | 17150       | 17405      |
| Saint-Thomas-de-Conac      | 574                     | 17150       | 17410      |
| Salignac-de-Mirambeau      | 164                     | 17130       | 17417      |
| Semillac                   | 68                      | 17150       | 17423      |
| Semoussac                  | 389                     | 17150       | 17424      |
| Soubran                    | 419                     | 17150       | 17430      |